# إيفانوف تسيكولين
ديمنتيش إيفانوف تسيكولين (بالإنجليزية:  Dementiĭ Ivanov Tsikulin)‏.فلاح وتاجر ورحالة روسي، أشتهر برحلته التي قام بها عام 1808 واستغرقت ثلاثة عشر عاماً.

## السيرة
لم يعرف شيء عن حياة ديمنتيتش إيفانوف تسيكولين، الا ماجاء في مذكراته التي دونها خلال رحلته التي إستغرقت ثلاثة عشر عاماً.
كان تسيكولين فلاحاً من مقاطعة ريازان في روسيا. في عام (1808) تم إرساله إلى مدينة أستراخان الروسية، ومنها عبر بحر قزوين في مهمة تجارية إلى ميناء بندر أنزلي في إيران. وفي طريق عودته قرر الذهاب في رحلة إلى القدس لغرض الحج، والتي وصلها في نهاية رحلته مشياً على الأقدام.

## الرحلة
ايفانوف تسيكولين واحد من عدة رحالة أجانب زاروا بغداد في العهد العثماني، فعندما سافر يريد الخروج من بلاد فارس إلى أراضي الدولة العثمانية متجهاً إلى بغداد، في الطريق إليها تعرض إلى هجوم من قبل لصوص أدى إلى إصابته بجروح. وبعدها تم أسره من قبل خان في كرمانشاه، الذي جعله يرعى ماشيته طيلة ثلاث سنوات وأربعة أشهر، تحمل خلالها كثيراً من المعاناة، حيث حاول هذا الخان إجباره على إعتناق الإسلام. وبعدها ولمرة ثانية تم إختطافه من قبل الأكراد، الذين قاموا ببيعه إلى سردار منطقتهم. حاول مالكه الجديد (السردار) إجباره على إعتناق الدين الإسلامي، ولكن دون جدوى. وبعد ان أمضى عام وسبعة أشهر إستطاع الهرب ووصل أخيراً إلى بغداد، بعد رحلة ومغامرات واجه خلالها العديد من المواقف المؤلمة والغير سارة. لقد سافر تسيكولين خلال رحلته هذه إلى عدة مناطق ودول أخرى في الشرق الأوسط، فزار شبه الجزيرة العربية، وتركيا، وفلسطين، والهند، وكذلك ذهب إلى إنجلترا. قبل ان يعود في النهاية إلى بلده روسيا بعد ثلاثة عشر عاماً من مغادرته لها.

## مداخلة
تعتبر مذكرات تسيكولين هي الوحيدة من بين عدد كبير من اليوميات التي كتبت لرحلات قام بها رحالة روس في القرن التاسع عشر وأوائل القرن العشرين والتي ألفها فلاح وقد قدم فيها وصفا للزراعة في الأماكن التي زارها، وكذلك وصف أنواع الأطعمة والملابس والمنازل وبعض عادات وتقاليد الشعوب التي مر بها.
ان إيفان تسيكولين يفخر وهو يخبرنا من خلال كتاباته، انه كيف تمكن من الحفاظ على ديانته المسيحية رغم الآلام والعذاب الذي تعرض له، ومنها تهديده بالقتل. ان هذه المذكرات تبدوا قد كتبت بلغة بسيطة حيث ان أسماء بعض الأماكن الجغرافية مشوشة وغير مفهومة، ومع هذا فانه يعتبر شخص ذكي بطبيعته ولكنه كان يفتقر إلى التعليم.